# Christian August Selmer
Christian August Selmer (Fredrikshald, 1816 – Oslo, 1889) è stato un politico norvegese.

## Biografia
Fu primo ministro della Norvegia dal 1880 al 1884.